# Tauron Arena Kraków

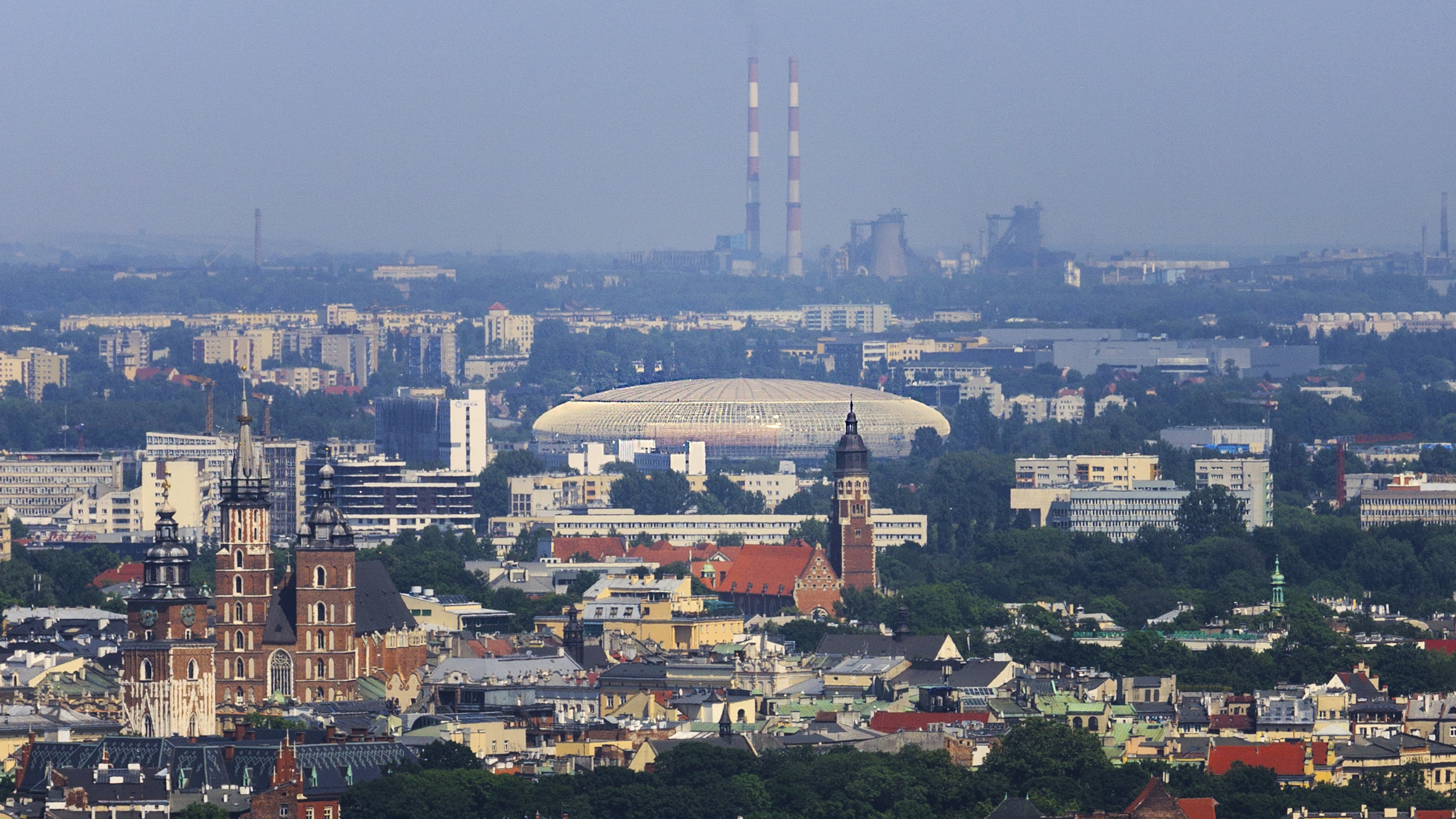
Arena widziana z Kopca Kościuszki

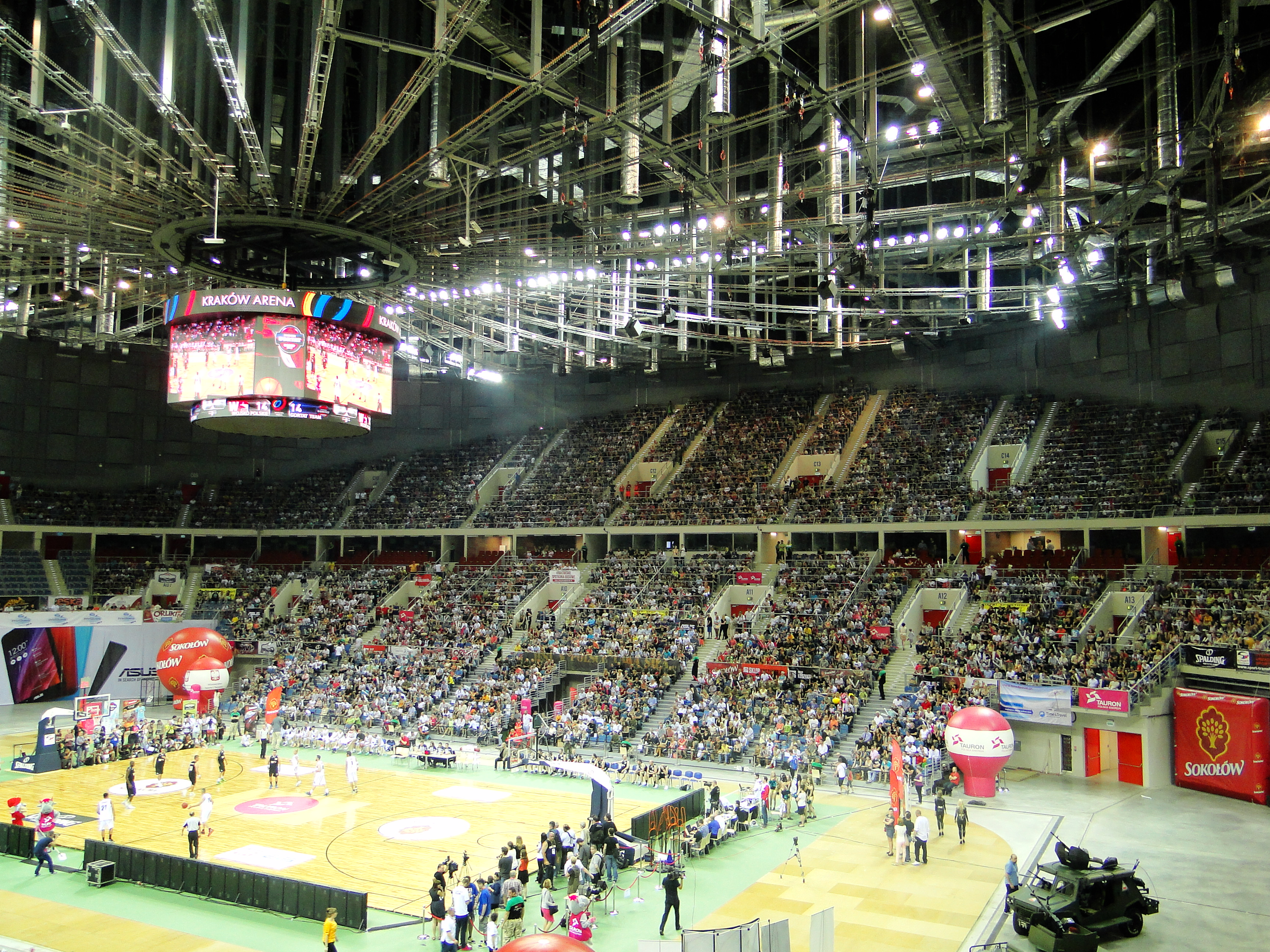
Arena wewnątrz

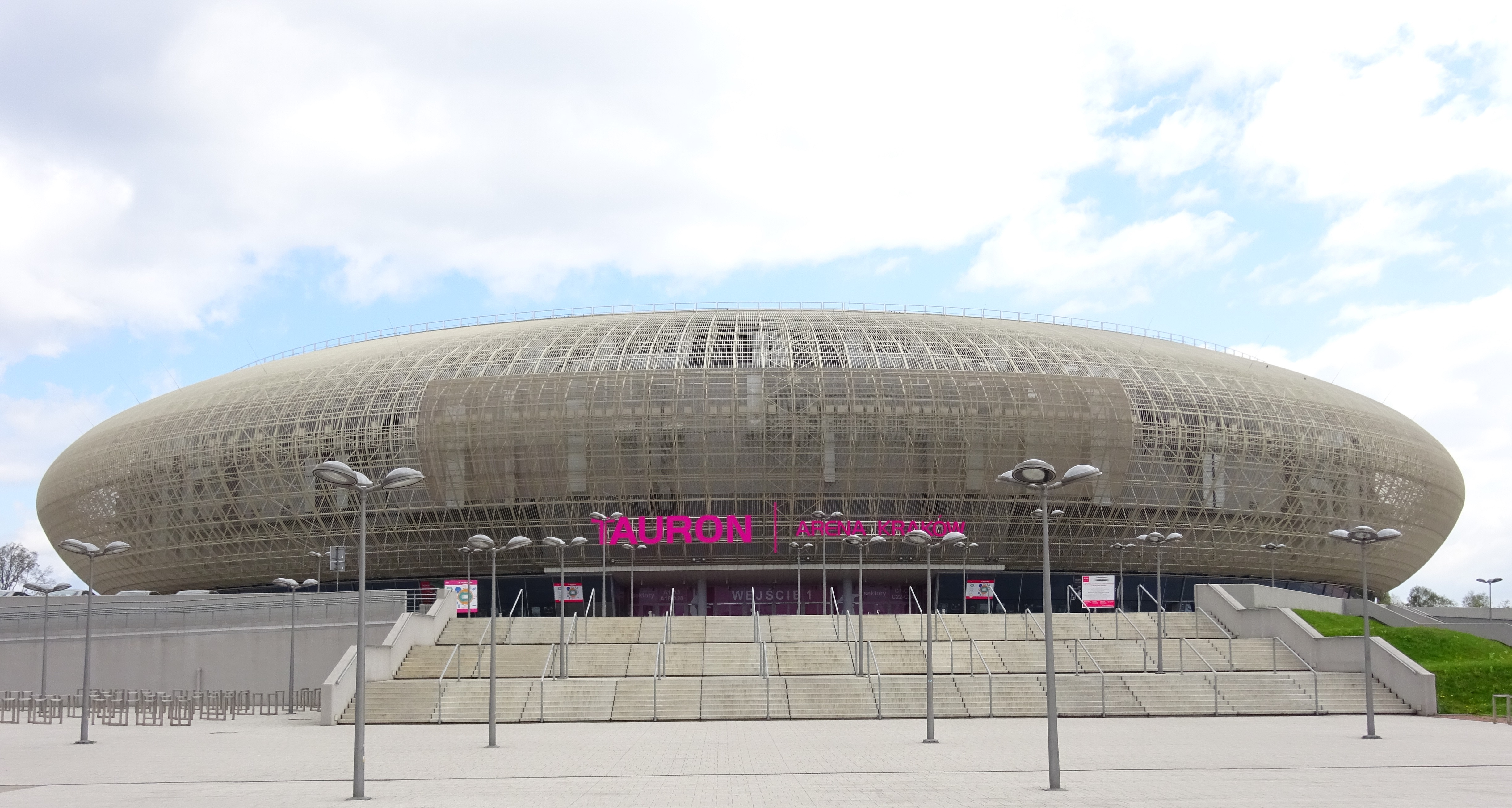
Wejście główne

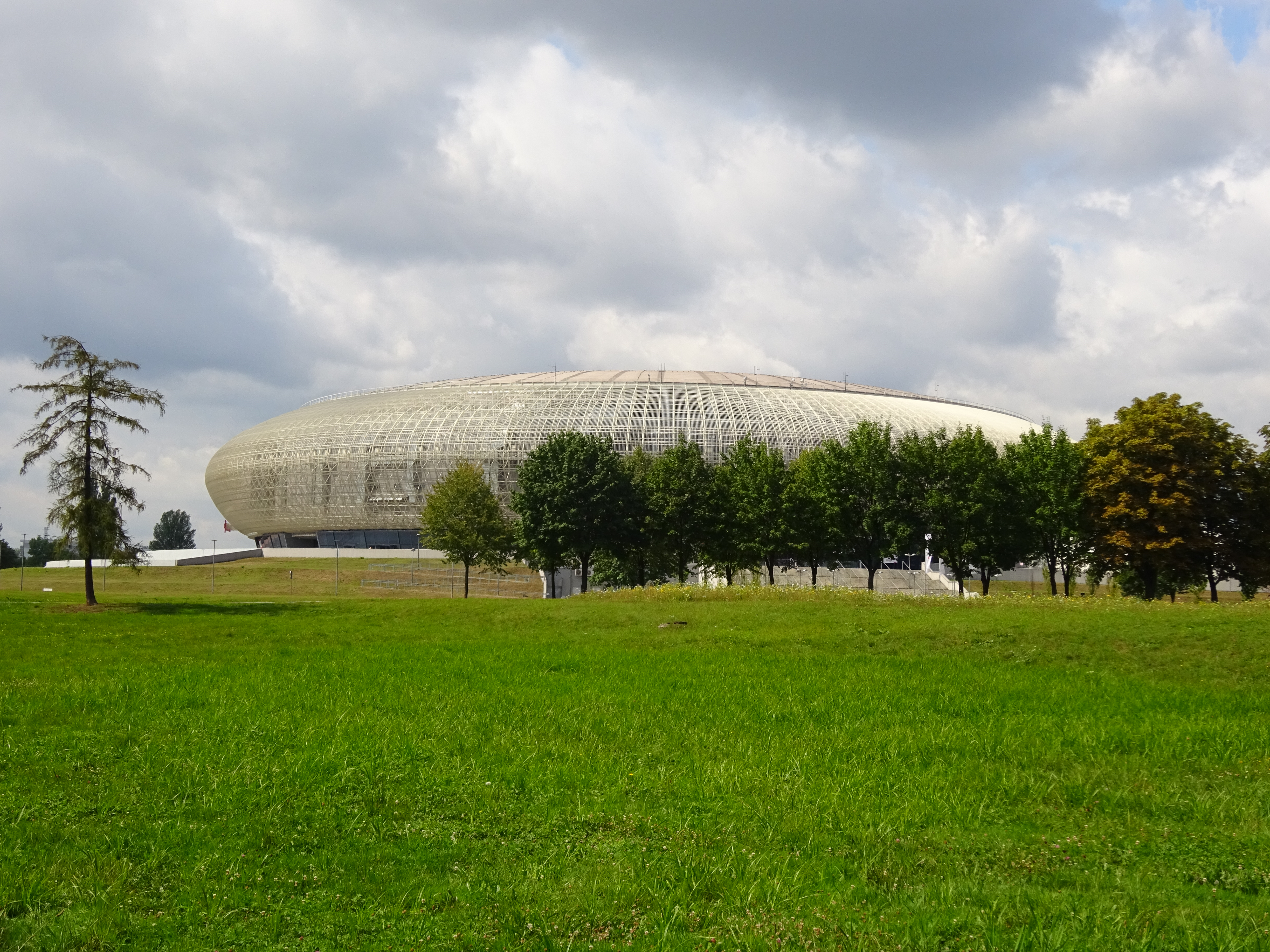
Widok na Tauron Arenę Kraków z Parku Lotników Polskich

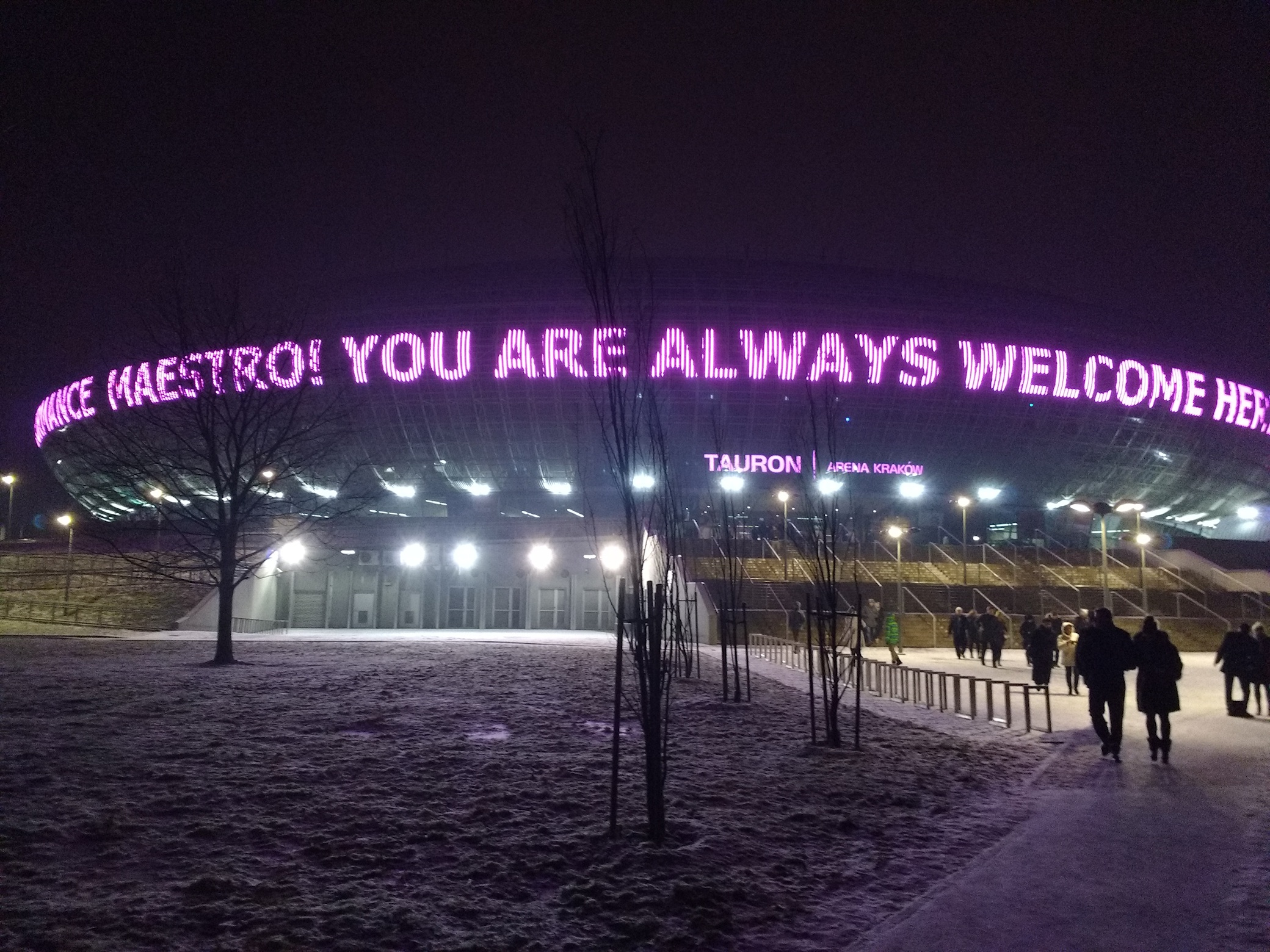
Podziękowanie dla Ennio Morricone wyświetlone po koncercie

Tauron Arena Kraków (do 2015 Kraków Arena) – wielofunkcyjna hala widowiskowo-sportowa w Krakowie, otwarta w 2014 roku, o maksymalnej pojemności ponad 20 400 widzów, co plasuje ją na pierwszym miejscu wśród tego typu budowli w Polsce. W obiekcie odbywają się imprezy sportowe, wydarzenia religijne i koncerty.

## Położenie
Tauron Arena Kraków jest położona w Krakowie, na terenie dzielnicy Czyżyny, przy ulicy Stanisława Lema, w południowo-zachodniej części Parku Lotników Polskich. Hala znajduje się niedaleko centrum miasta, w odległości ok. 4 km od krakowskiego Rynku Głównego.

## Historia
W 2008 roku w wyniku konkursu architektonicznego wyłoniono projektanta hali, którym zostało konsorcjum firm Perbo-Projekt Sp. z o.o. z Krakowa oraz Modern Construction Systems Sp. z o.o. z Poznania (głównymi projektantami byli Piotr Łabowicz-Sajkiewicz, Marcin Kulpa i Wojciech Ryżyński). W 2009 roku wystąpiono o uzyskanie pozwolenia na budowę. 21 kwietnia 2011 roku podpisano umowę na realizację hali. Generalnym wykonawcą inwestycji zostało wyłonione w drodze przetargu konsorcjum firm w składzie: Mostostal Warszawa S.A. (lider), Acciona Infraestructuras S.A., Mostostal Puławy S.A. i Asseco Poland S.A., a wartość umowy wyniosła ponad 360 mln zł brutto. Budowa ukończona została wiosną 2014 roku (pozwolenie na użytkowanie wydano 12 maja 2014 roku), a pierwszą imprezę zorganizowano 30 maja 2014 roku.
W styczniu 2015 roku sponsorem tytularnym hali została spółka Tauron Polska Energia S.A.; odtąd hala nosi nazwę Tauron Arena Kraków. Operatorem hali jest krakowska spółka komunalna Arena Kraków S.A.

## Funkcje hali
W hali mogą odbywać się zawody w licznych sportach, m.in. lekkoatletyki, piłki ręcznej, siatkówki, koszykówki, hokeja na lodzie, boksu, futsalu, badmintona, tenisa ziemnego i stołowego, łyżwiarstwa figurowego, curlingu czy gimnastyki artystycznej. W zakresie 18 dyscyplin sportowych hala spełnia wymagania dla organizacji imprez rangi mistrzostw świata. 
Obiekt przystosowany jest również do organizowania imprez targowych, koncertów, przedstawień, kongresów, konferencji czy wydarzeń biznesowych. W hali oferowane są usługi gastronomiczne. Na całym obwodzie hali głównej (długość ponad 0,5 km) zainstalowano na elewacji obiektu ekran w technologii LED z możliwością projekcji wydarzeń odbywających się wewnątrz hali czy wykorzystania na potrzeby reklamy. Imprezy odbywają się także na terenach wokół hali oraz na małej hali, która pełni zarówno funkcje hali treningowej, jak i miejsca organizacji mniejszych imprez.

## Wydarzenia

### Sportowe
W Tauron Arenie Kraków miały miejsce liczne wydarzenia sportowe, w tym:
- Mistrzostwa Świata w Piłce Siatkowej Mężczyzn 2014,
- Mistrzostwa Świata w Hokeju na Lodzie Dywizji I Grupy A 2015,
- Mistrzostwa Europy w Piłce Ręcznej Mężczyzn 2016,
- Klubowe Mistrzostwa Świata w piłce siatkowej mężczyzn 2017,
- Mistrzostwa Europy w Piłce Siatkowej Mężczyzn 2021,
- Mistrzostwa Świata w Piłce Ręcznej Mężczyzn 2023.

Kilkakrotnie odbył się tutaj siatkarski Memoriał Huberta Jerzego Wagnera, mecze siatkarskiej Ligi Światowej, Hokejowej Ligi Mistrzów i koszykarskiej Euroligi, zawody jeździeckie z cyklu Cavaliada Tour.

### Koncerty
W Arenie występowały następujące gwiazdy muzyki: 2Cellos, 50 Cent, 5 Seconds of Summer, Aerosmith, Al Bano, Alice in Chains, Alicia Keys, Álvaro Soler, Amon Amarth, Thomas Anders, Andrea Bocelli, André Rieu, Andrzej Piaseczny, Die Antwoord, Aurora, Babymetal, Backstreet Boys, Bajm, Behemoth, Billie Eilish, Björk, Black Rebel Motorcycle Club, Black Sabbath, Boney M., Bonobo, Bruno Mars, Bryan Adams, Budka Suflera, Bullet for My Valentine, Agnieszka Chylińska, Cugowscy, The Cure, Daddy Yankee, David Garrett, David Guetta, Dawid Kwiatkowski, Dawid Podsiadło, Deep Purple, Def Leppard, Depeche Mode, Diana Krall, Dieter Bohlen, Doda, Dr. Alban, Dream Theater, Dżem, Enrique Iglesias, Elton John, Ennio Morricone, Eros Ramazzotti, Faith No More, Foo Fighters, Gojira, Golec uOrkiestra, Goran Bregović, Green Day, Gregorian, Sylwia Grzeszczak, Hardwell, Harry Styles, Hey, Il Divo, Il Volo, Imany, Iron Maiden, James Newton Howard, Jamiroquai, Jean-Michel Jarre, Jessie Ware, Jonas Brothers, José Carreras,  Josh Groban, Judas Priest, Justin Bieber, Justin Timberlake, Katy Perry, Kayah, The Kelly Family, Kings of Leon, Kiss, Lady Pank, Lenny Kravitz, Limahl, Linkin Park, Lindsey Stirling, Louis Tomlinson, Machine Gun Kelly, Machine Head, Maluma, Mariah Carey, Mark Knopfler, Maroon 5, Martin Garrix, Martina Stoessel, Metallica, Michael Bublé, Michał Szpak, Modern Talking Band, Monika Kuszyńska, Morrissey, Mötley Crüe, Muse, Nazareth, Nick Cave and the Bad Seeds, Nightwish, Ozzy Osbourne, Pantera, Patrycja Markowska, Paul McCartney, Pearl Jam, A Perfect Circle, Perfect, Peter Gabriel, Piotr Rubik, Pitbull, Powerwolf, Quebonafide, Queen + Adam Lambert, Raz, Dwa, Trzy, Robbie Williams, Rod Stewart, Romina Power, Sabaton, Emeli Sandé, Sandra, Scorpions, Shawn Mendes, Slash, Slipknot, Sławomir, Smokie, Sting, Stjepan Hauser, System of a Down, Taco Hemingway, Thirty Seconds to Mars, Tom Odell, Tool, Toto, Travis Scott, Tyler, the Creator, Alan Walker, Roger Waters, Jack White, Whitesnake, Zaz, Zenon Martyniuk, Hans Zimmer.
5 kwietnia 2025 w Tauron Arenie odbyła się ceremonia wręczenia nagród muzycznych Fryderyków 2025 w sekcji muzyki rozrywkowej, transmitowana na żywo przez TVP.

### Religijne
31 lipca 2016 roku w hali miało miejsce spotkanie papieża Franciszka z wolontariuszami Światowych Dni Młodzieży. Odbywały się tu także inne spotkania religijne, w tym katolickie i kongresy regionalne Świadków Jehowy.

## Pojemność i inne parametry użytkowe
Pojemność hali (maksymalna liczba widzów) zmienia się w zależności od rodzaju i charakteru odbywającej się imprezy. Na trybunach obiektu znajduje się miejsce dla 15 030 widzów na trzech poziomach, w tym 104 miejsca dla niepełnosprawnych i ich opiekunów. 11 264 miejsca znajdują się na trybunach stałych, a 3766 miejsc na trybunach mobilnych, które są składane lub rozkładane w zależności od potrzeb. W przypadku koncertów lub imprez sportowych z centralną sceną możliwe jest ustawianie 2400 dodatkowych krzeseł na arenie głównej. W przypadku koncertów istnieje także możliwość zapewnienia miejsc stojących na płycie głównej hali – maksymalna pojemność tej płyty to 9300 widzów.
Łączna maksymalna pojemność hali to 22 000 osób, w tym ponad 20 400 widzów.
Z kolei na trybunach małej hali znajdują się 304 miejsca.
Pozostałe parametry użytkowe:
- powierzchnia obiektu: ponad 96 tys. m²,
- powierzchnia płyty głównej hali: ponad 4,9 tys. m² (wymiary płyty od ok. 36 m x 67 m przy rozłożonych trybunach mobilnych do ok. 53 m x 93 m bez trybun mobilnych),
- powierzchnia małej hali: ponad 1,7 tys. m² (wymiary płyty 38 m x 46 m),
- na arenie głównej hali: 2 tablice wyników oraz podwieszony w centrum ekran cube,
- 2 restauracje,
- 2 sale konferencyjne o powierzchni ponad 250 m² każda,
- 28 lóż w strefie VIP,
- ponad 1300 miejsc parkingowych na parkingach podziemnych i zewnętrznych[11].

## Konstrukcja dachu
Dach hali głównej ma konstrukcję prętowo-cięgnową opartą na zewnętrznym żelbetowym okręgu. Główny ustrój nośny zadaszenia tworzy układ dwudziestu dźwigarów rozłożonych promieniście w rozstawie 9°. Dźwigary złożone są z kabli stanowiących pas górny i dolny oraz rozpierających je słupów o przekroju prostokątnym. Zakotwienia dźwigarów znajdują się z jednej strony w stalowym pierścieniu wewnętrznym o średnicy osiowej 10,4 m, a z drugiej strony w żelbetowym pierścieniu zewnętrznym o średnicy osiowej 128,4 m. Każdy dźwigar ma wysokość 15,0 m.